# 平河町
平河町（日语：／ Hirakawachō */?）為東京都千代田區的地名，設有平河町一丁目與平河町二丁目。人口1,546人。郵遞區號102-0093。

## 地理
位於東京都千代田區西部。北與麴町以東京FM通（東京FM通り）為界，東鄰隼町，南與永田町以青山通為界，西部與紀尾井町以王子通（プリンス通り）為界。町域內有許多辦公大樓與各團體會館。本町與番町、麴町在明治時代是有多處大名屋敷、旗本屋敷等武家屋敷遺跡的「御屋敷町」。

## 歷史
- 1971年（昭和46年）7月1日－實施住居表示[2]

### 地名由來
來自祭祀菅原道真的「平河天滿宮」。

## 交通
貝坂通（貝坂通り）南北貫穿本町中央。南端的青山通上有首都高速道路4號新宿線，沿線有永田町站（地下鐵有樂町線、地下鐵半藏門線、地下鐵南北線）、赤坂見附站（地下鐵銀座線、地下鐵丸之内線）出入口。地域北部可利用地下鐵有樂町線麴町站和半藏門線半藏門站。

## 地域
企業、組織
- 足長育英會（日语：あしなが育英会）
- WIP日本（日语：WIPジャパン）
- 花菱本社
- 未來建設工業（日语：みらい建設工業）

## 設施
- 砂防會館（日语：砂防会館）（國民新黨本部設於館內）
- 新黨改革本部
- 全國共濟農業協同組合聯合會（日语：全国共済農業協同組合連合会全共聯）大廈（南非大使館設於大廈內）
- 都道府縣會館（日语：都道府県会館）
- 日本海運會館
- 日本都市中心（日语：日本都市センター）會館、日本城市中心會館
- 全國都市會館
- 全國旅館會館（會館内有赤坂四川飯店）
- 日本青年會議所會館
- Hotel Le Port麴町（ホテルルポール麴町）、麴町會館
- 平河會館
- 全日東京會館
- 清瀨會館
- 厚生會館
- 千代田區立麴町中學校（日语：千代田区立麹町中学校）
- 平河天滿宮
- 平河町第一生命大廈

## 備註
1. ↑  町丁別世帯数および人口（住民基本台帳）：平成25年7月1日現在-千代田区総合ホームページ 的存檔，存档日期2013-10-23.
2. ↑  住居表示実施地区と未実施地区一覧 的存檔，存档日期2008-01-12. - 千代田区
3. ↑  .   [2013-08-13]. （原始内容存档于2013-11-10）.